# Милославский, Юрий Георгиевич
Ю́рий Гео́ргиевич Милосла́вский (род. 30 сентября 1948, Харьков, СССР) — русский и американский прозаик, поэт, историк литературы, журналист.

## Биография
Родился в 1948 году в Харькове. Окончил Харьковский университет. В эмиграции с 1973 года.
Писать прозу начал сравнительно поздно, на исходе 70-х годов прошлого века. В 80-е годы стал постоянным автором выходившего тогда в Париже журнала «Континент» под ред. В. Е. Максимова. Почётный член Айовского университета (США) по разряду изящной словесности (1989), Член American PEN Center. Автор романа «Укреплённые города» (в России — опубликован в журнале «Дружба народов», кн. 2, 1992), повести «Лифт» (1993), нескольких циклов рассказов, получивших известность сперва в эмиграции (сборник «От шума всадников и стрелков», Ardis, 1984), а с начала 1990-х годов — в России (Сборник «Скажите, девушки, подружке вашей», ТЕРРА, 1993).
В 1994 году в Мичиганском университете (Анн-Арбор, США) защитил докторскую диссертацию «Лексико-стилистические и культурные характеристики частной переписки А. С. Пушкина».
Книги рассказов Ю. Г. Милославского были также опубликованы во французском (1990) и английском (1994, 1997, с предисловием И. А. Бродского) переводах, вызвав многочисленные отклики. Так, в 1998 году ведущий британский критик-литературовед Джон Бейли писал в The New York Review of Books: «если русская проза XIX в. вышла из гоголевской „Шинели“, то вся новейшая русская проза вышла из Милославского».
Во второй половине 90-х годов Ю. Г. Милославский, работая в телевизионной компании EABC (Ethnic American Broadcasting Company), был продюсером и ведущим православной русской телевизионной программы для США и Канады (обозрения «Русский Телевизионный Лицей» и «Русские Американцы»), выходившей в эфир на протяжении пяти лет.
В 2000-е годы Ю. Г. Милославский опубликовал в России (изд. «Царское Дело», СПб) книги-исследования о образе Божией Матери Иверской-Монреальской («Знамение последних времён», 2000) и о православной ветви рыцарского ордена иоаннитов-госпитальеров («Странноприимцы», 2001). В США Ю. Г. Милославский принял участие в проекте издательства The Little Bookroom по созданию серии своеобразных путеводителей City Secrets — великие города глазами их обитателей: писателей, художников, архитекторов, кинематографистов, историков и лакомок. Два кратких очерка Ю. Г. Милославского вошли в путеводитель по Нью-Йорку (2001).
В 2007 году Милославским были опубликованы воспоминания о И. А. Бродском, вызвавшие ожесточённую полемику. Продолжение этих воспоминаний («Поцелуй смерти») появилось в 2010 году в «Частном Корреспонденте».
Лауреат Горьковской литературной премии за 2016 год в номинации «Русский мир» за книгу документалистики «Что мы с ней сделали».
Живёт в Нью-Йорке.

## Церковная деятельность
- Иподиакон Православной Церкви (в юрисдикции Русской Православной Церкви Заграницей).
- Член секретариата IV Всезарубежного Собора.
- Член Поместного Собора Русской Православной Церкви в январе 2009 года
- Ответственный редактор ежемесячника «Нью Іоркъ Православный».

## Избранная библиография
- От шума всадников и стрелков. — Ann Arbor: Ардис, 1984. — 126 с. Рассказы 1978—1982 годов.
- Скажите, девушки, подружке вашей. — М.: Терра, 1993. — 206 с. Проза.
- Знамение последних времён: Чудотворный мироточивый Образ Божией Матери Иверской-Монреальской и приснопамятный хранитель Его брат Иосиф (Хосе) Муньоз-Кортес. — СПб.: Царское дело, 2000. — 246 с.
- Странноприимцы: Православная ветвь Державного Ордена рыцарей-госпитальеров Св. Иоанна Иерусалимского. = СПб.: Царское Дело, 2001. — 239 с.
- Возлюбленная тень: Роман, повесть, рассказы. — М.: АСТ, Астрель, 2011. — 474 с. — ISBN 978-5-17-072646-2.
- Приглашённая: Роман. — М.: АСТ (Редакция Елены Шубиной) — 2014. — 474 с. — ISBN 978-5-17-085025-9.
- Что мы с ней сделали. Документалистика. М.: Bookscriptor, 2016. — 298 c.